# Денислав Калчев
Денислав Харалампиев Калчев е български плувец, роден на 1 юли 1973 г. в Силистра.
Започва да тренира плуване при Веселин Суров, който го превръща в един от най-добрите български плувци за всички времена.
Печели титла в спринтовия шампионат на Европа (Ставангер-94) на 100 м съчетано плуване и е първият ни финалист на световното първенство (Рим-84) на 100 м бътерфлай. Също така има едно трето място на 100 м бътерфлай на Европейско първенство на 25-метров басейн и едно 8-о място на ЕП на 50-метров басейн.
Националният му рекорд от 1994 г. оцелява 14 години, като е подобрен от Георги Палазов през 2008 г.

## Резултати

### Бътерфлай
50 м. басейн
- 100 м – 54,37 София 1994 г.